# Citizendium
Citizendium, zkratkou také CZ, je anglickojazyčný wiki projekt fungující jako internetová encyklopedie založená spoluzakladatelem Nupedie a Wikipedie, Larrym Sangerem. Spuštění projektu bylo oznámeno v září 2006 jako fork anglické verze Wikipedie, ale později bylo od tohoto plánu upuštěno ve prospěch originálního obsahu.
Cílem projektu je vylepšit model Wikipedie zvýšením spolehlivosti. Snaží se dosáhnout tohoto cíle přísnou kontrolou úprav a vyššími nároky na přispěvatele, kteří musí užívat svých pravých jmen a při registraci uvést informace o svých zájmech a vzdělání o minimální délce 50 slov. Nabízí také „citovatelné verze“ článků, které prochází procesem peer review a jsou uzavřené pro další úpravu. Ostatní články, které tímto procesem neprošly, jsou v kategorii „vyvíjené články“.
Počet aktivních přispěvatelů rostl první čtvrtletí roku 2008. Na konci roku 2011 už měla stránka méně než 100 aktivních přispěvatelů. Ke 4. květnu 2020 měla stránka 6 aktivních přispěvatelů, celkem 16 977 článků, z toho 166 bylo v kategorii „citovatelné verze“.
Začátkem roku 2020 byla na stránce vyvolána diskuse o ukončení projektu vzhledem k malému počtu aktivních přispěvatelů. V červnu pokladník projektu, Hayford Peirce, oznámil, že na bankovním účtu Citizendia zbývá obnos na 15 měsíců provozu stránky.
Avšak 2. června 2020 Larry Sanger oznámil, že práva k doméně předává Pat Palmer, aplikační vývojářce z Akademie přírodních věd Drexeleovy university, která se zavázala k pokračování projektu a zároveň se stala šéfredaktorkou.
Na začátku roku 2022 byl aktualizován software projektu na nejnovější verzi MediaWiki. Uživatelské účty však nebyly zachovány a musely být znovu vytvořeny na novém serveru.

## Postoje zakladatele

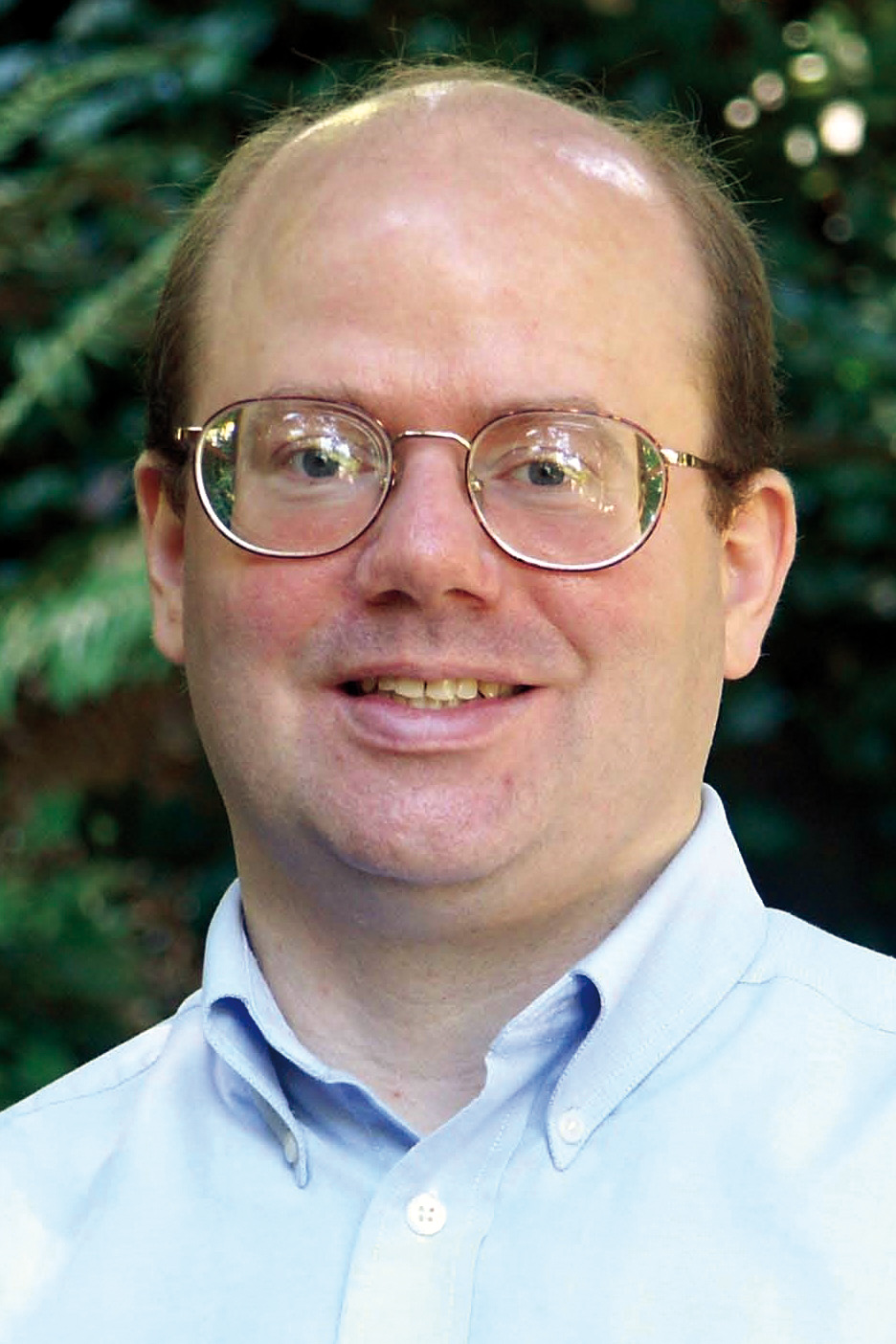
Larry Sanger, zakladatel a bývalý šéfredaktor projektu Citizendium

Na tiskové konferenci 17. října 2006 Sanger prohlásil, že Citizendium se brzy pokusí sesadit Wikipedii z prvního místa pro online hledání obecných informací. V dubnu 2007 v rozhovoru uvedl, že „Svět potřebuje důvěryhodnější bezplatnou encyklopedii“. Pilotní fáze projektu započala v říjnu a listopadu roku 2006.
O několik měsíců později, 18. ledna 2007 bylo prostřednictvím mailing listu od zakladatele oznámeno, že pouze články označené jako „živé“, tedy ty, které byly upravovány v pilotní fázi projektu, nebudou smazány. Někteří přispěvatelé tuto změnu nepodporovali, ale Sanger zdůrazňoval, že se jedná pouze o „experiment“ a pokud se nepovede, mohou být články z Wikipedie znovu nahrány.

### Předání role šéfredaktora
V květnu 2009 Sanger omezil svou činnost na projektu a 30. července 2009 připomněl v e-mailu přispěvatelům svůj slib nezůstat v pozici šéfredaktora déle než dva nebo tři roky od začátku projektu. Také zopakoval svou žádost, aby komunita Citizendia připravila proces výběru nového šéfredaktora. Podle jeho vlastních slov začal trávit více času na projektu WatchKnow, protože potřeboval mít stálý příjem a také protože komunita projektu ukázala, že dokáže efektivně fungovat bez jeho stálé účasti. Dodal, že jeho ústup „by mohl vyvolat něco jako ústavní krizi, vzhledem k tomu, že jsme [Citizendium] nikdy nepřijali řádné stanovy“. Citizendium přijalo stanovy v září 2010. Sanger odstoupil z role šéfredaktora 22. září 2010 a následně přišel o redakční práva a práva k projektu jako takovému.

## Povaha projektu

### Fork Wikipedie
Podle prohlášení a esejí na Citizendiu byl původní záměr projektu fork Wikipedie zkopírováním všech článků na Wikipedii, pod licencí GNU Free Documentation License. Ale po konverzaci o záměru začít pracovat na projektu úplně od začátku, a získání názorů od komunity prostřednictvím mailing listu a internetového fóra, Sanger prohlásil, že úplný fork při spuštění nedosáhl „zamýšleného cíle“. Ve čtvrtek 18. ledna 2007 bylo prostřednictvím mailing listu od zakladatele oznámeno, že jako experiment, budou nadále v Citizendiu obsaženy pouze články, které jsou upravované nebo v blízké budoucnosti budou upravované, přispěvateli.
Existuje pouze anglická verze projektu, Sanger ale prohlásil, že by mohly následovat i jiné verze po zavedení a úspěšném fungování anglické verze. V recenzi na knihu The Cult of the Amateur od americko-britského autora a kritika Andrew Keen Sanger ironicky komentuje: „Prvním příkladem ‚řešení‘, které nabízí, je Citizendium, které rád stručně popisuji jako Wikipedii, ale s editory a s lidmi uvádějícími pravá jména. Jak však může být Citizendium řešením problémů, na které Keen upozorňuje, pokud na něm pracující odborníci bez nároku na honorář a je zdarma přístupné? “

### Cíl projektu
Stanovené směřování projektu je vytvořit „nové kompendium všech znalostí“ založené na příspěvcích „intelektuálů“ definovaných jako „vzdělaní myslící lidé, kteří pravidelně čtou o vědě nebo myšlenkách“. Citizendium cílilo na podporu odborné kultury, kde obyčejní přispěvatelé (takzvaní „autoři“) by měli mít „respekt“ k příspěvkům odborníků (takzvaní „redaktoři“), k čemuž Sanger odkazoval jako „laskavý proces vedení“.
U odborníků je vyžadováno ověření jejich kvalifikace, z důvodu transparentnosti a získání autority. To je rozdíl oproti Wikipedii, která je otevřená a z větší části anonymní a odborník na dané téma nemůže ověřit svou odbornost ani nemá speciální statut. Sanger uvedl, že odborníci by neměli mít předběžná schvalovací práva na úpravy běžných autorů, i když by měli poněkud nedefinovanou pravomoc nad články, které spadají do jejich specifické oblasti odborných znalostí.

### Pravidla a struktura projektu
Na rozdíl od Wikipedie Citizendium nepovoluje anonymní úpravy. Přispěvatelé musí při registraci uvést své pravé jméno a fungující e-mailovou adresu. Administrátorům se říká „strážníci“. Aby se jím člověk mohl stát musí mít bakalářský diplom a být minimálně 25 let starý.
Sanger původně působil jako šéfredaktor. Šéfredaktor je odpovědný za celý projekt a zodpovídá se představenstvu, ve kterém je zároveň členem. Sanger uvedl, že konečné rozhodnutí o struktuře nebudou učiněno „dokud nebude na scéně více (budoucích) zúčastněných stran“.